# Mexcala angolensis
Mexcala angolensis là một loài nhện trong họ Salticidae.
Loài này thuộc chi Mexcala. Mexcala angolensis được Wanda Wesołowska miêu tả năm 2009.